# Брайес
Бра̀йес (на италиански: Braies; на немски: Prags, Прагс) е община в северна Италия, провинция Южен Тирол, регион Трентино-Южен Тирол. Административен общински център е село Ферара (Ferrara, на немски: Schmieden, Шмиден). Разположена е на 1213 m надморска височина. Населението на общината е 655 души (към 2006).

## Език
Официални общински езици са и италианският, и немският. Най-голямата част от населението говори немски.
| %     | Роден език      |
| 2,79  | Италиански език |
| 96,89 | Немски език     |